# いなまる
いなまるは、埼玉県北足立郡伊奈町が運行するコミュニティバス「伊奈町内循環バス」の愛称である。町では伊奈町内循環バス「いなまる」と案内している。協同バス（旧社名：協同観光バス）が運行を受託している。

## 概要
運行開始当初は関東自動車が受託していたが、運行受託には乗合免許が必要になり、2011年（平成23年）10月1日より運行受託事業者が木村観光バスに変更された。しかし、同年の東日本大震災の影響で木村観光バスは業績不振に陥り、翌2012年（平成24年）3月をもって全事業を停止した。そのため、協同観光バス（現・協同バス）が運行受託を引き継いだ。
従来は、1台の車両で北循環と南循環の両ルートを交互に運行していた。2019年（令和元年）11月2日より、車両を2台に増やし、1日の運行便数を5便から10便へ増便した。同日には「いなまる」のリニューアルを記念して、伊奈町総合センターにて出発式が開催された。2023年（令和5年）8月9日にルートの一部変更とバス停の移設および廃止を行い、北循環・南循環とも新たに伊奈病院と上下水道庁舎を通るようになったほか、ダイヤも変更された。

## 運行内容
北循環・南循環とも、毎日運行する。

### 運賃・乗車券類
- 運賃は100円均一[1]。
- 未就学児、70歳以上の高齢者、障害者とその介助者は無料[1]。2023年（令和5年）8月9日より、いきいき長寿パスポート所持者も無料となった[4]。乗車時に乗務員に申し出る。
- 総合センター停留所にて、北循環と南循環の乗り継ぎが可能[1]。停留所で乗務員に申し出る。ただし、乗り継ぎができるのは乗降中の便の次便のみとなっている[1]。
- 運賃支払いにPASMO・Suicaなどの交通系ICカードは利用できない。また、過去にはバス共通カードも利用できなかった。

## 路線

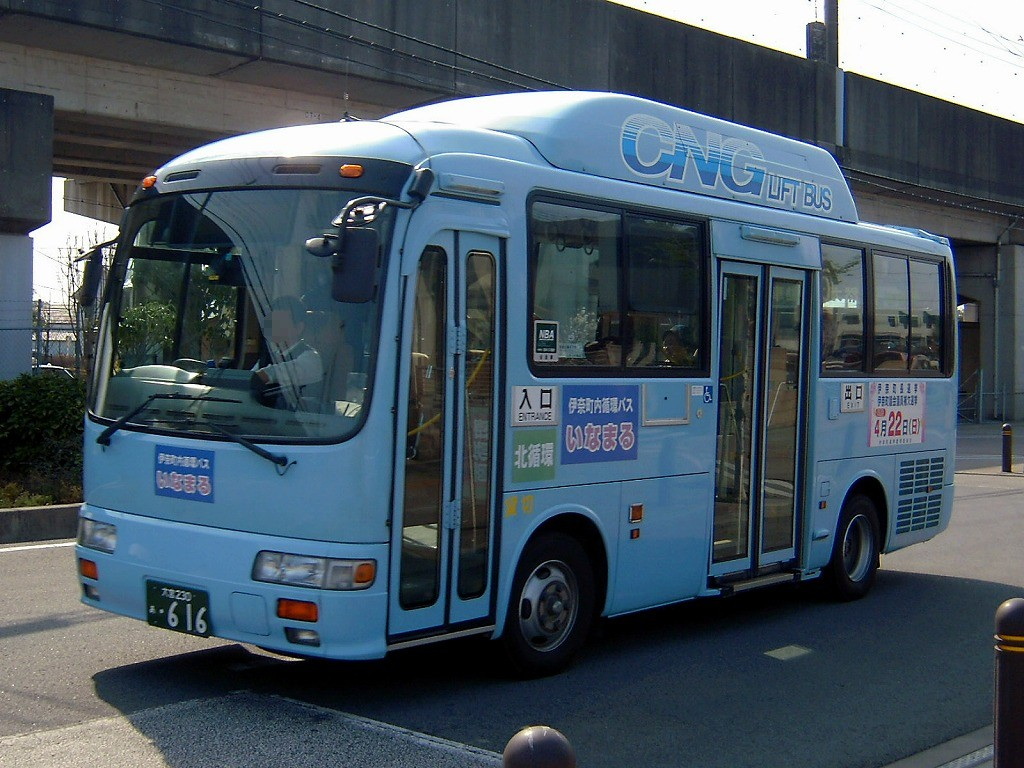
伊奈町内循環バス「いなまる」
協同観光バスのCNG改造車の日野・リエッセによる代走

総合センターを起終点として、北循環と南循環の2ルートが運行されている。
北循環
- 総合センター → 伊奈町役場 → 小針中学校 → 記念公園東口 → 県民活動センター → 内宿駅 → 下宿児童公園 → 羽貫駅 → 上下水道庁舎 → ふれあい福祉センター → 伊奈中央駅 → 総合センター

南循環
- 総合センター → 伊奈町役場 → 本町1丁目 → 図書館 → 本区区民会館 → 小室郵便局 → 南部大公園 → ゆめくる（今成医院前） → 小室別所 → がんセンター → 丸山スポーツ広場 → 丸山駅 → 志久駅 → 上下水道庁舎 → 総合センター

## 車両
専用カラーの小型ノンステップバスで運行される。
当初運行受託していた関東自動車では、専用車両として三菱ふそう・エアロミディMJノンステップを使用していた。塗装は白地に緑とピンクの塗り分けで、伊奈町の町章と「伊奈町内循環バス　いなまる」のロゴが描かれていた。
運行受託が木村観光バスへ変更された際に車両も更新され、日野・ポンチョの2ドアロングボディが1台新製され、その際にカラーリングが変更され、水色地に町章と「伊奈町内循環バス いなまる」のロゴ、そしてキャラクターが描かれるという、現行カラーに近いものとなった。ナンバーは、希望ナンバー制により「･170（「いなまる」の語呂合わせ）」を取得した。この車両はナンバー変更なく協同観光バスへ引き継がれ、2019年11月1日まで使用された。専用車両の車両点検などの際には、貸切登録で天然ガス自動車に改造車された日野・リエッセ）により代走運行される場合もあった。
2019年（令和元年）11月2日の2台体制への増車に際しては、日野・ポンチョの2ドアロングボディを2台新製し、うち1台は前述の「･170」車を置き換えた。今回も希望ナンバーで「1701（いなまる1）」「1702（いなまる2）」と語呂合わせにしている。また、車両には伊奈町のキャラクター「伊奈ローズちゃん・ローズくん」と「伊奈備前守忠次公」がラッピングされ、より親しみやすいデザインとされた。